# Jacopo Pontormo
Jacopo Pontormo, właśc. Jacopo Carrucci (ur. 24 maja 1494 w Pontormo k. Empoli, zm. 31 grudnia 1556 we Florencji) – włoski malarz i rysownik, przedstawiciel manieryzmu florenckiego.
Był uczniem m.in. Andrei del Sarto. Tworzył pod wpływem Leonarda da Vinci, później Michała Anioła. Malował obrazy religijne, mitologiczne oraz portrety. Przez całe życie korzystał z patronatu Medyceuszów. Od ok. 1518 rozwijał styl charakteryzujący się ekspresyjną, dynamiczną kompozycją, wyrafinowanym rysunkiem i jasnym kolorytem.
Był neurotykiem, melancholikiem i egocentrykiem. Żył skromnie, niemal jak pustelnik. Jego współpracownik i pierwszy biograf Giorgio Vasari pisał: "Tak bał się śmierci, że nie lubił, gdy o niej mówiono w jego obecności, i jak mógł unikał widoku nieboszczyka. Nie bywał na uroczystościach i nigdzie tam, gdzie było dużo ludzi, lękał się bowiem, żeby go tłum nie zadusił, i w ogóle żył tak samotnie , że trudno to wprost sobie wyobrazić."
Najwybitniejszym jego uczniem był Agnolo Bronzino
Jego grobowiec znajduje się w krypcie kaplicy Capella di San Luca w kościele Zwiastowania Najświętszej Maryi Panny we Florencji.

## Dzieła
- Józef sprzedany Putyfarowi -  1515-19, 61 x 51,5 cm, National Gallery w Londynie
- Józef w Egipcie -  1515-19, 96 x 109,5 cm, National Gallery w Londynie
- Leda z łabędziem -  1512-13, 55 x 40 cm, Uffizi, Florencja
- Madonna z Dzieciątkiem i małym świętym Janem Chrzcicielem -  ok. 1528, 89 x 74 cm, Uffizi, Florencja
- Madonna z Dzieciątkiem, św. Józefem i św. Janem Chrzcicielem -  1521-27, 120 x 99 cm, Ermitaż, Sankt Petersburg
- Matka Boska z Dzieciątkiem, św. Anną i czterema świętymi -  1529, 228 x 176 cm, Luwr, Paryż
- Męczeństwo dziesięciu tysięcy -  ok. 1529-30, 67 x 73 cm, Galleria Palatina, Florencja
- Nawiedzenie -  ok. 1515, 392 x 337 cm, fresk, 392 x 337 cm, Santissima Annunziata, Florencja
- Nawiedzenie Najświętszej Marii Panny -  1528-29, 202 x 156 cm, San Michele, Carmignano
- Pokłon Trzech Króli -  ok. 1520 cm, 85 x 190 cm, Galleria Palatina, Florencja
- Portret Kosmy Medyceusza -  ok. 1520 cm, 90 x 72 cm, Uffizi, Florencja
- Portret halabardnika -  1537, 92 x 72 cm, J. Paul Getty Museum, Malibu
- Portret kobiety w czerwieni -  ok. 1530, 90 x 71 cm, Städelsches Kunstinstitut, Frankfurt nad Menem
- Portret Marii Salviati -  1537-43, 87 x 71 cm, Uffizi, Florencja
- Portret młodego mężczyzny -  153033, 85 x 61 cm, Pinacoteca di Palazzo Mansi, Lucques
- Portret rytownika -  1517-18, 70 x 53 cm, Luwr, Paryż
- Sacra Conversazione z Matką Boską, Dzieciątkiem i świętymi: Józefem, Janem Ewangelistą, Franciszkiem i Jakubem (Ołtarz Puccich) -  1518, 214 x 185 cm, Kościół San Michele Visomini, Florencja
- Św. Antoni Padewski -  ok. 1520, 78 x 66 cm, Uffizi, Florencja
- Św. Hieronim pokutujący -  ok. 1528, 105 x 80 cm, Niedersachsisches Landesmuseum, Hanower
- Św. Kwintencencjusz -  ok. 1518, 150 x 100 cm, Pinacoteca Comunale, Sansepolcro
- Św. Weronika -  1515, fresk, 307 x 413 cm, Santa Maria Novella, Florencja
- Wenus i Amor -  ok. 1533, 128 x 197 cm, Gallerie dell’Accademia, Wenecja
- Wenus i Kupidyn -  1532-34, 128 x 197 cm, Uffizi, Florencja
- Wieczerza w Emaus -  1525, 230 x 173 cm, Uffizi, Florencja
- Zdjęcie z krzyża -  ok. 1528, 313 x 192 cm, Kościół Santa Felicita, Florencja

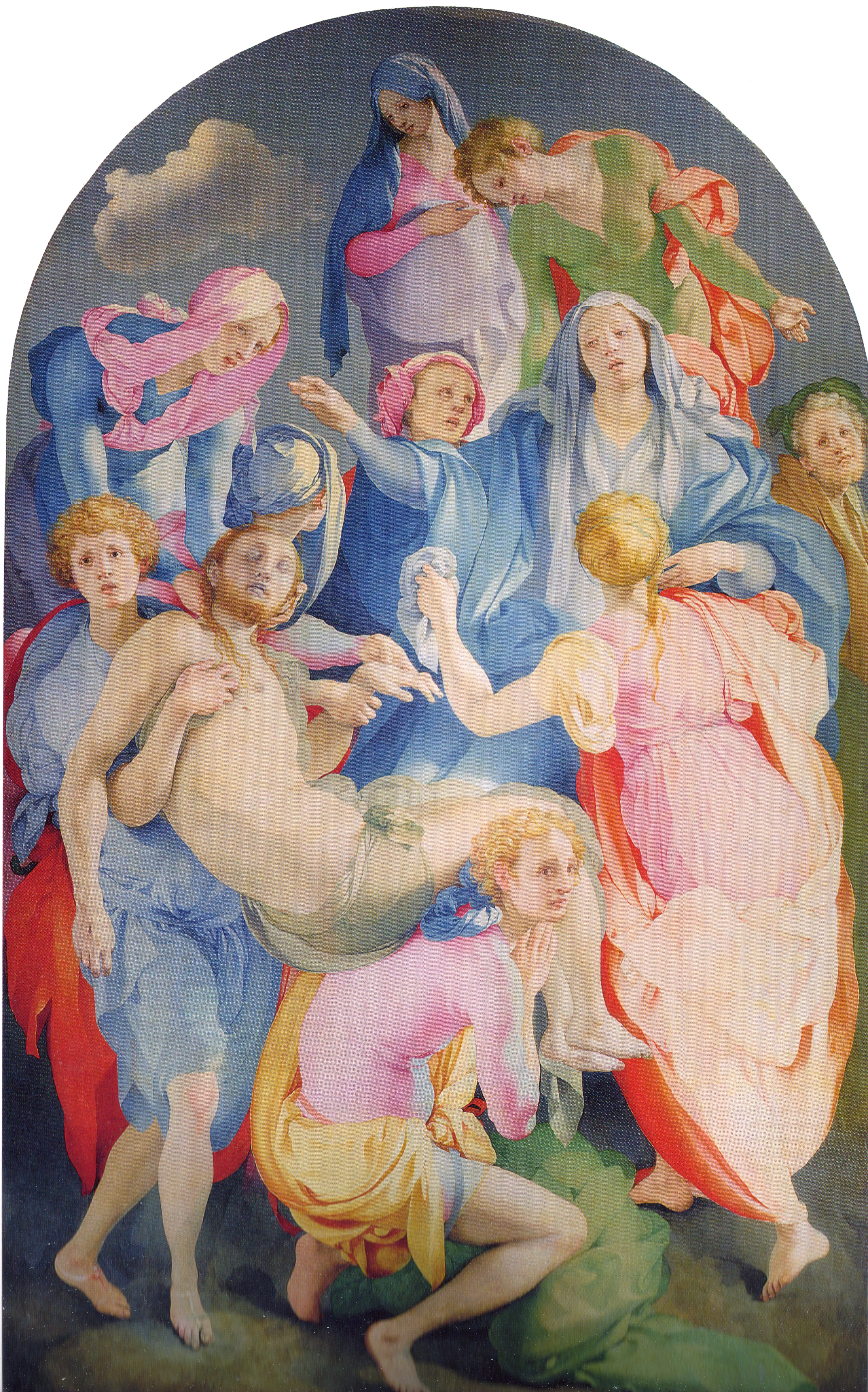
Zdjęcie z krzyża (1525-28), Kościół Santa Felicita, Florencja
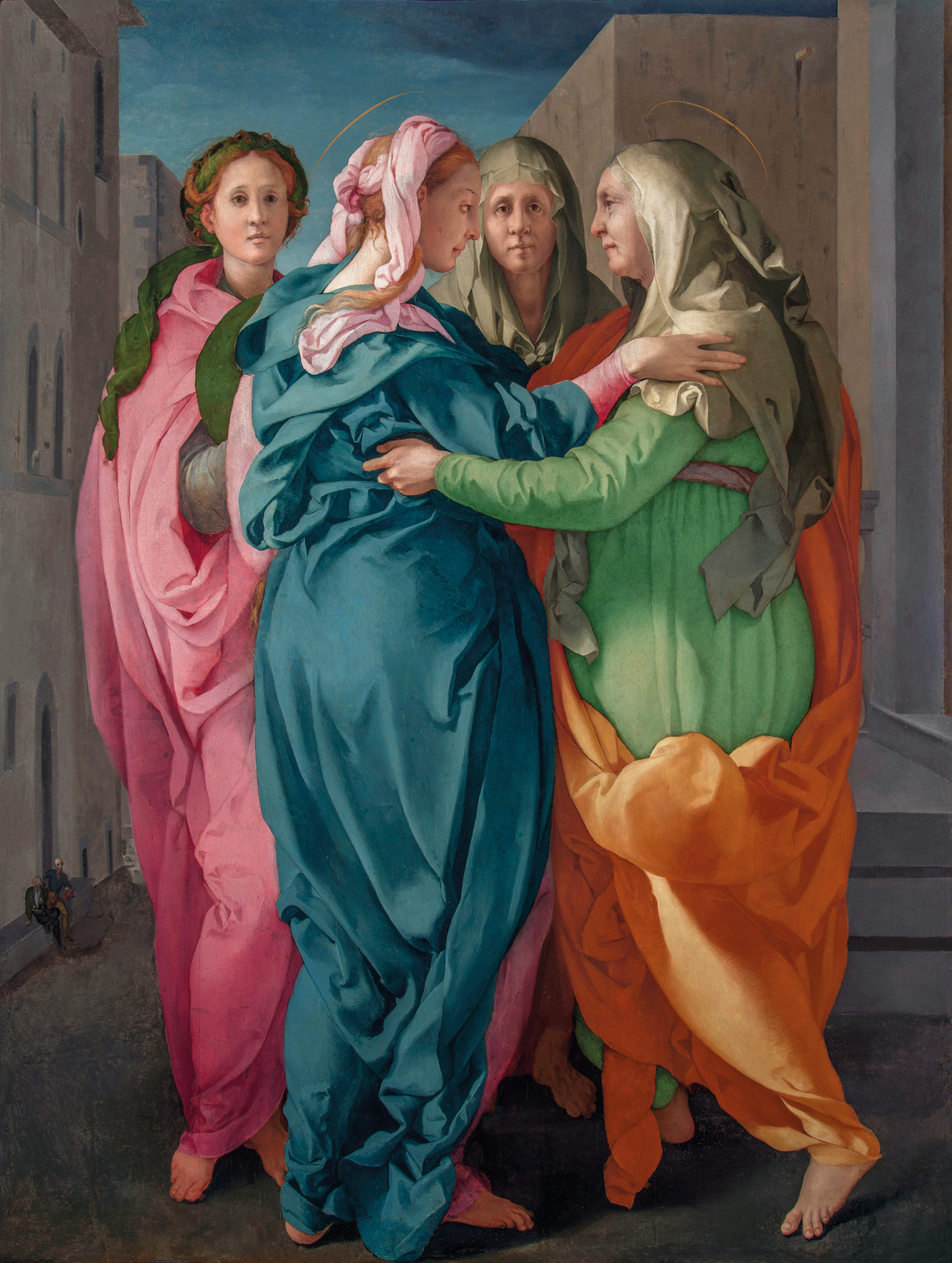
Nawiedzenie Najświętszej Marii Panny (1528-29), San Michele, Carmignano
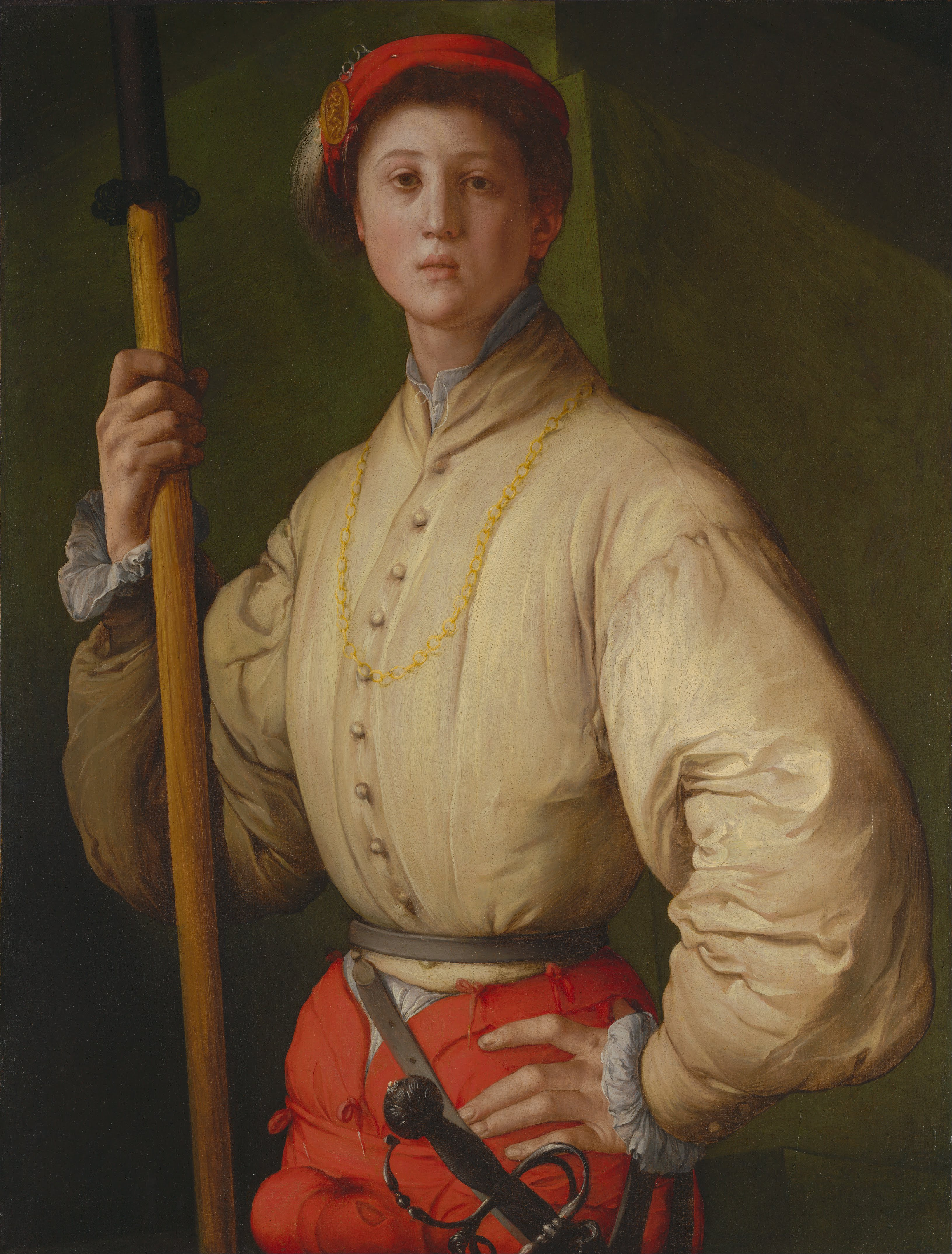
Portret halabardnika (1528-30), J. Paul Getty Museum, Malibu
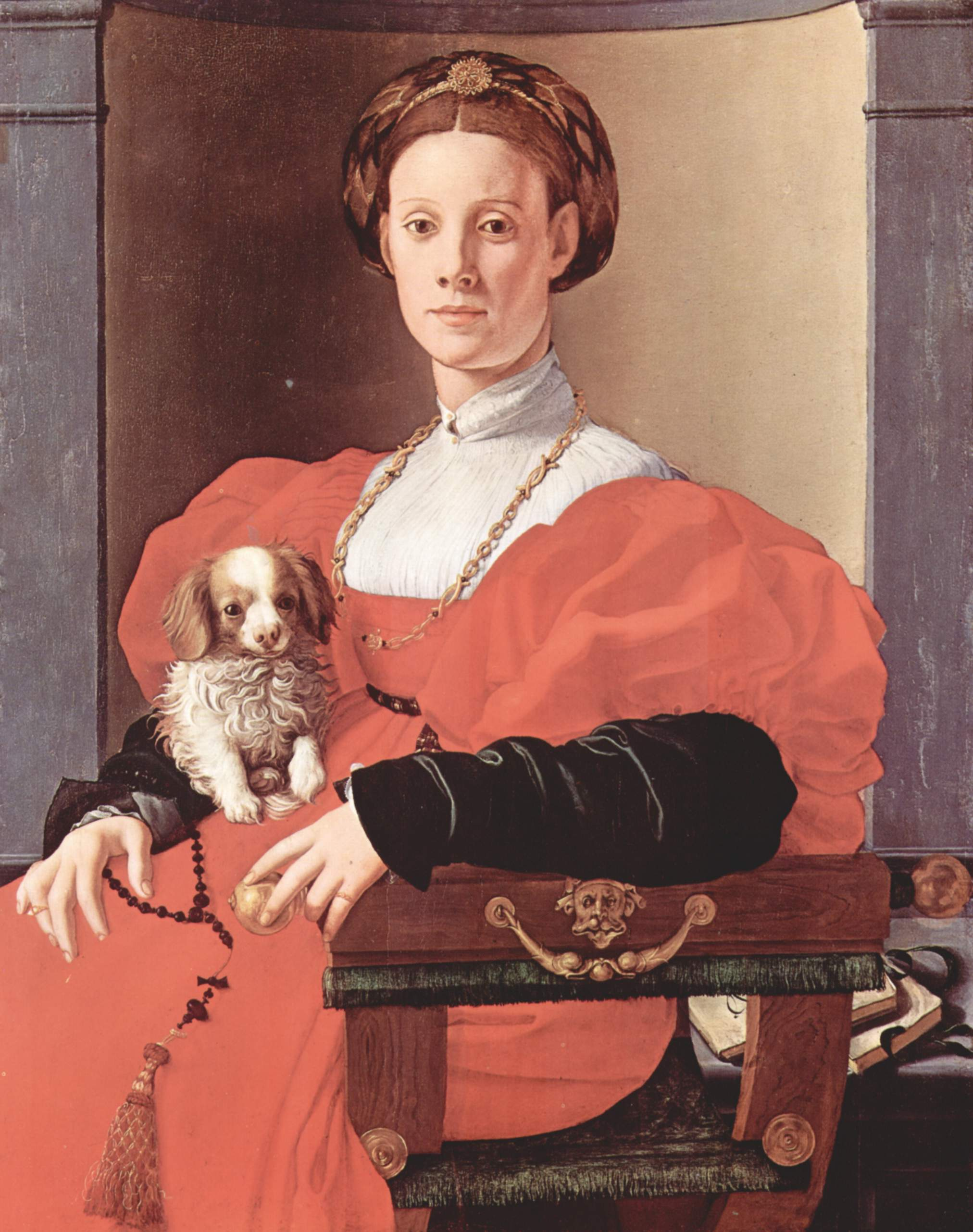
Portret kobiety w czerwieni (1532), Städelsches Kunstinstitut, Frankfurt nad Menem